# Metriochroa tylophorae
Metriochroa tylophorae là một loài bướm đêm thuộc họ Gracillariidae. Nó được tìm thấy ở Nam Phi.
Ấu trùng ăn Tylophora cordata. Chúng có thể ăn lá nơi chúng làm tổ.